# Samuel Mbemba Kabuya
Pour les articles homonymes, voir Kabuya.
Samuel Mbemba Kabuya, né le 4 avril 1974 à Mbuji-Mayi, est un avocat et homme politique de la République démocratique du Congo. Il est Ministre des Droits Humains depuis août 2025 au sein du Gouvernement Suminwa II. Il a auparavant été vice-ministre de la Justice chargé du Contentieux international de 2024 à 2025.

## Biographie
Samuel Mbemba Kabuya est né le 4 avril 1974 à Mbujimayi dans la province du Kasaï Oriental.
Samuel Mbemba siège à l'Assemblée nationale depuis les élections législatives de décembre 2018 dans le district de la Lukunga. Il est réélu en décembre 2023.
En 2024, il est nommé vice-ministre de la Justice chargé du Contentieux international, fonction qu’il occupe au sein du gouvernement de la Première ministre Judith Suminwa Tuluka.
En août 2025, il est nommé ministre des Droits humains. Il place son mandat sous le signe de l’assiduité et de la consécration lors d’un culte d’action de grâce organisé à Ngaliema, où il remercie la communauté chrétienne et réaffirme sa fidélité au président de la République et son engagement en faveur des droits humains. 
Avant cette nomination, il a exercé de 2020 à 2024 les fonctions de directeur de cabinet du président de l’Assemblée nationale, Christophe Mboso, ce qui lui a permis d’acquérir une solide expérience au sein des institutions parlementaires.
Il est titulaire d’un Master en droit obtenu à l’Université Libre de Bruxelles (ULB). Il poursuit actuellement un doctorat en droit, ainsi qu’un Master en théologie à l’Université Protestante du Congo (UPC)
En février 2025, il s'entretient avec Karim Khan, procureur de la Cour pénale internationale (CPI) et lui demande des actions à propos des crimes commis dans le conflit dans l'est de la RDC (en particulier le conflit entre la RDC et le M23). Mbemba déclare que la RDC est prête à collaborer avec la CPI. En mars 2025, il encourage les organisations non gouvernementales à collaborer davantage avec la justice congolaise pour documenter les exactions perpétrées dans les zones de conflit à l’Est du pays.
En tant que représentant du gouvernement, il participe également à une procédure engagée devant la Cour de justice de la Communauté d’Afrique de l’Est dans le cadre d’un contentieux opposant la RDC au Rwanda.